# 6,8x51 mm
O 6,8x51 mm ou .277 FURY, também conhecido como .277 SIG FURY, é um cartucho de fogo central para rifles anunciado pela SIG Sauer no final de 2019. Utiliza um estojo híbrido de latão e aço para suportar uma pressão da câmara de 80 000 psi (551,6 MPa). A alta pressão da câmara permite uma velocidade de projétil de 914 m/s  a partir de um cano de 406 mm .

## Origem
O cartucho foi projetado pela SIG Sauer para o "next generation squad weapons program" do Exército dos Estados Unidos, oficialmente conhecido como "Next Generation Squad Weapon-Rifle (NGSW-R)". O cartucho foi anunciado para uso não militar junto com o SIG Sauer CROSS - um fuzil por ação de ferrolho - em dezembro de 2019.

## Especificações
O cartucho usa um estojo com o mesmo comprimento e diâmetro que o Winchester .308. Cada cartucho consiste em uma base de aço acoplada a um corpo de latão através de uma arruela de pressão. As balas são de 135 grãos (8,75 gramas) "match grade" ou 140 grãos (9,07 gramas) "hunter tipped".

## Performance
A SIG Sauer afirma que o cartucho tem desempenho superior ao 6,5mm Creedmoor, exibindo 1,8 a 2,7 m  menos queda de projétil a 914 m, além de fornecer de 20 a 25% a mais de energia.